# Narcizinho
Narciso Bispo dos Santos Filho, mais conhecido como Narcizinho (Salvador, 6 de novembro de 1974), é um cantor e compositor brasileiro, famoso por fazer parte da banda Olodum.

## Biografia
Narcizinho nasceu em 6 de novembro de 1974 em Salvador, Bahia, filho de Solange Gonçalves dos Santos e Narciso Bispo dos Santos. Cresceu no subúrbio de Salvador, morando em bairros como Vista Alegre, Fazenda Coutos e Paripe. Foi em Vista Alegre (Salvador) que Narcizinho cantou pela primeira vez em um bloco de carnaval, no Bloco Afro Abi-Si-Aiyê.
Em 2009 o cantor entrou na banda Olodum, onde gravou e participou da composição de diversas músicas, como "Várias Queixas", que em 2021 teve uma versão lançada pelos Gilsons, e "Doce Mel" em 2012; "Nos Bailes da Vida", composta por Milton Nascimento e Fernando Brant, e Belo de Dom em 2014; e "Sereia" em 2019.
Em 23 de julho de 2021 o cantor anunciou sua saída da banda Olodum para se dedicar à carreira como artista gospel. Nesse período, com participação do cantor Luã Freitas, lançou uma versão da música "Tá chorando por quê?", composta por Filipe Escandurras, e em dezembro do mesmo ano voltou a cantar samba-reggae com sua banda Narcizinho & Os Afros. Em 2023, voltou a participar de apresentações do Olodum, mas apenas como convidado.
No dia 28 de janeiro de 2024, após diversas participações do cantor em shows e ensaios, o Olodum anunciou em sua conta oficial do Instagram que Narcizinho voltou a fazer parte da banda.

## Discografia
| Ano  | Título                                                | Álbum                                    |
| ---- | ----------------------------------------------------- | ---------------------------------------- |
| 2012 | Várias Queixas · Olodum                               | Vale dos Reis: As Sete Portas da Energia |
| 2012 | Doce Mel · Olodum                                     | Doce Mel                                 |
| 2014 | Nos Bailes da Vida · Olodum                           | Olodum 35 Anos, Vol. 1                   |
| 2014 | Belo de Dom · Olodum                                  | Bloco Olodum: Samba, Futebol, Alegria    |
| 2019 | Sereia · Olodum                                       | Olodum 40 anos                           |
| 2021 | Tá chorando por quê? · Narcizinho (feat. Luã Freitas) | -                                        |